# Bataille de Pesalai-Thalaimannar
La bataille de Pesalai-Thalaimannar est une bataille navale livrée le 17 juin 2006 entre la marine du Sri Lanka et les indépendantistes tamouls du LTTE lors de la guerre civile du Sri Lanka.
Les Tigres des mers, nom que se donnent les troupes maritimes du mouvement indépendantiste tamoul, attaquent sur la côte nord-ouest du Sri Lanka, le poste de police de la localité de Pesalai puis un détachement naval gouvernemental au large de Thalaimannar.
Comme cela est coutumier dans les affrontements navals de cette guerre, il est extrêmement difficile de savoir ce qui s'est vraiment passé, puisque chaque partie revendique la victoire, minimise ses pertes et grossit celles de l'adversaire.
Ainsi, selon les Tamouls, 3 navires gouvernementaux auraient été coulés et 12 marins sri lankais tués alors que du côté gouvernemental, on prétend avoir détruit 8 embarcations adverses et avoir tué 30 rebelles.
Ce qui parait certain, c'est que le 17 juin, une violente bataille a effectivement opposé des unités navales et que les gouvernementaux, qui l'admettent, y auraient eu 6 tués.